# 3803 KM

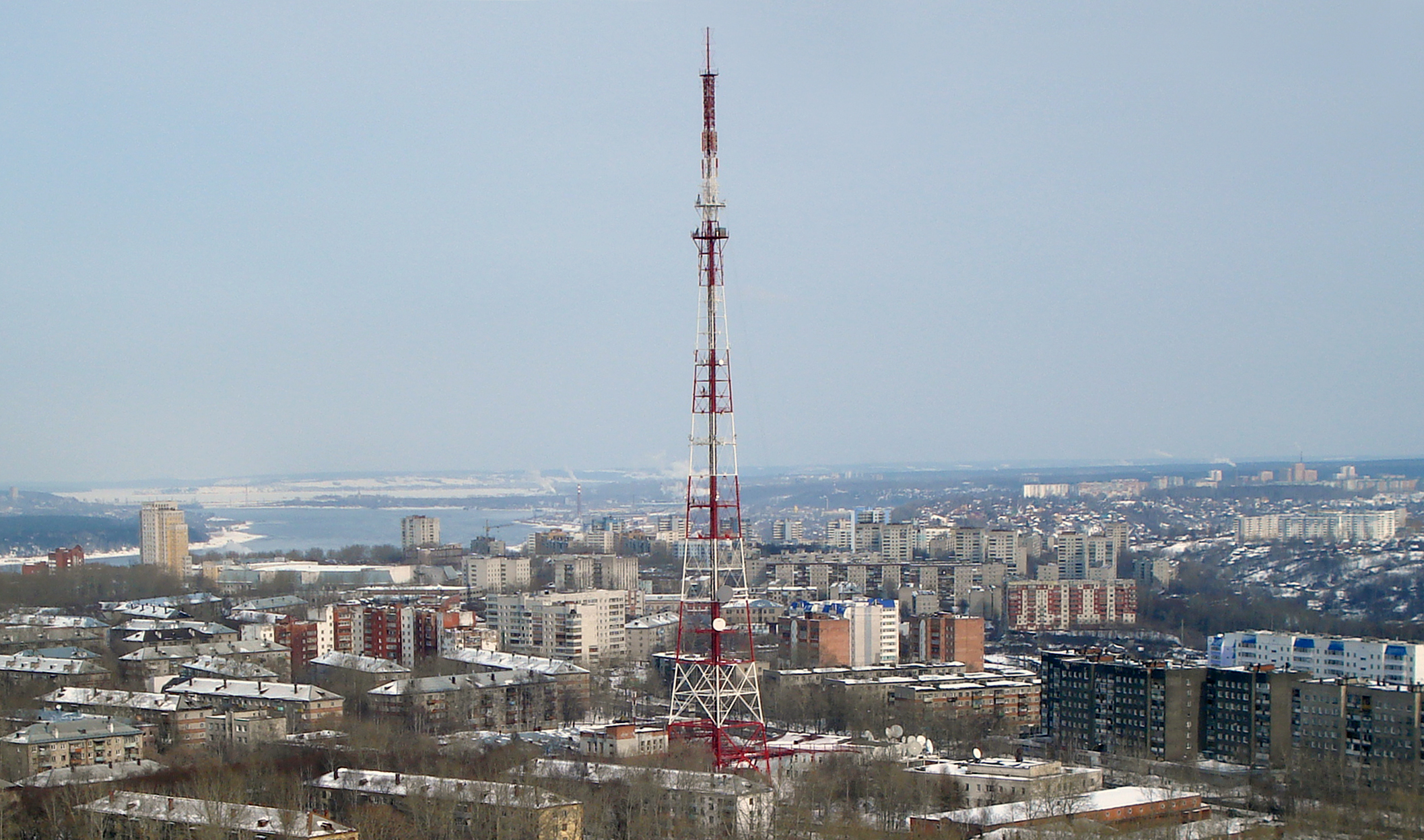
Телерадиобашня 3803 KM РТРС в Перми

3803 KM — проект свободно стоящих решётчатых башен для размещения передающих антенн. Башни по этому проекту строились в городах Советского Союза с 1954 по 1972 годы и предназначались для размещения передающих телевизионных и радио антенн, а также другого антенного оборудования. Проект был разработан Московским институтом стальных конструкций. Типовые башни проекта 3803 KM имеют высоту 180 метров до верхней площадки (без учёта антенны, обычно устанавливаемой на верхней площадке). Существуют башни с меньшей высотой, где убраны нижние секции. Модернизированный проект 34084 КМ также рассчитан на высоту 180 м.

## Галерея

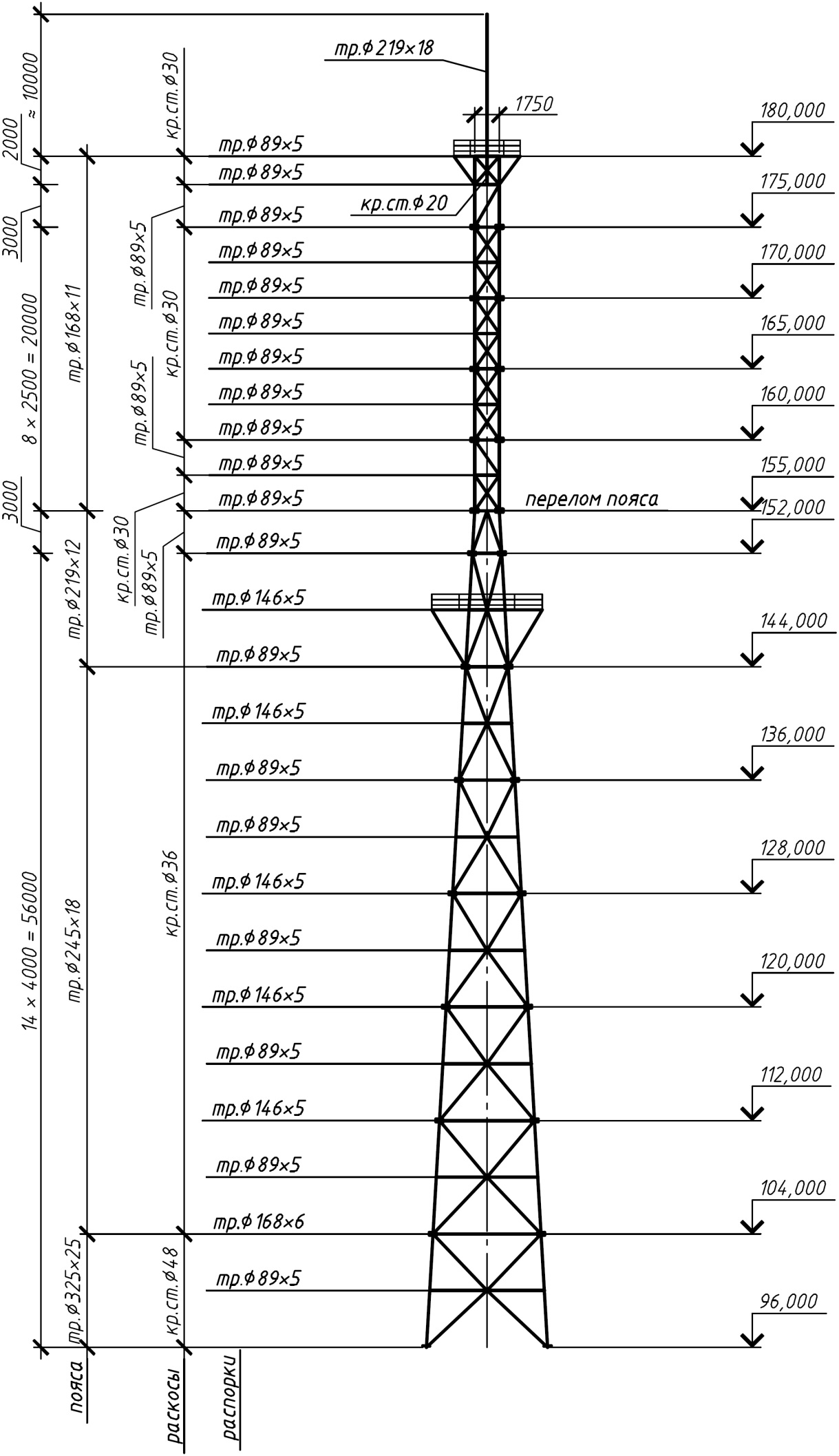
схема башни 3803 КМ (верх)
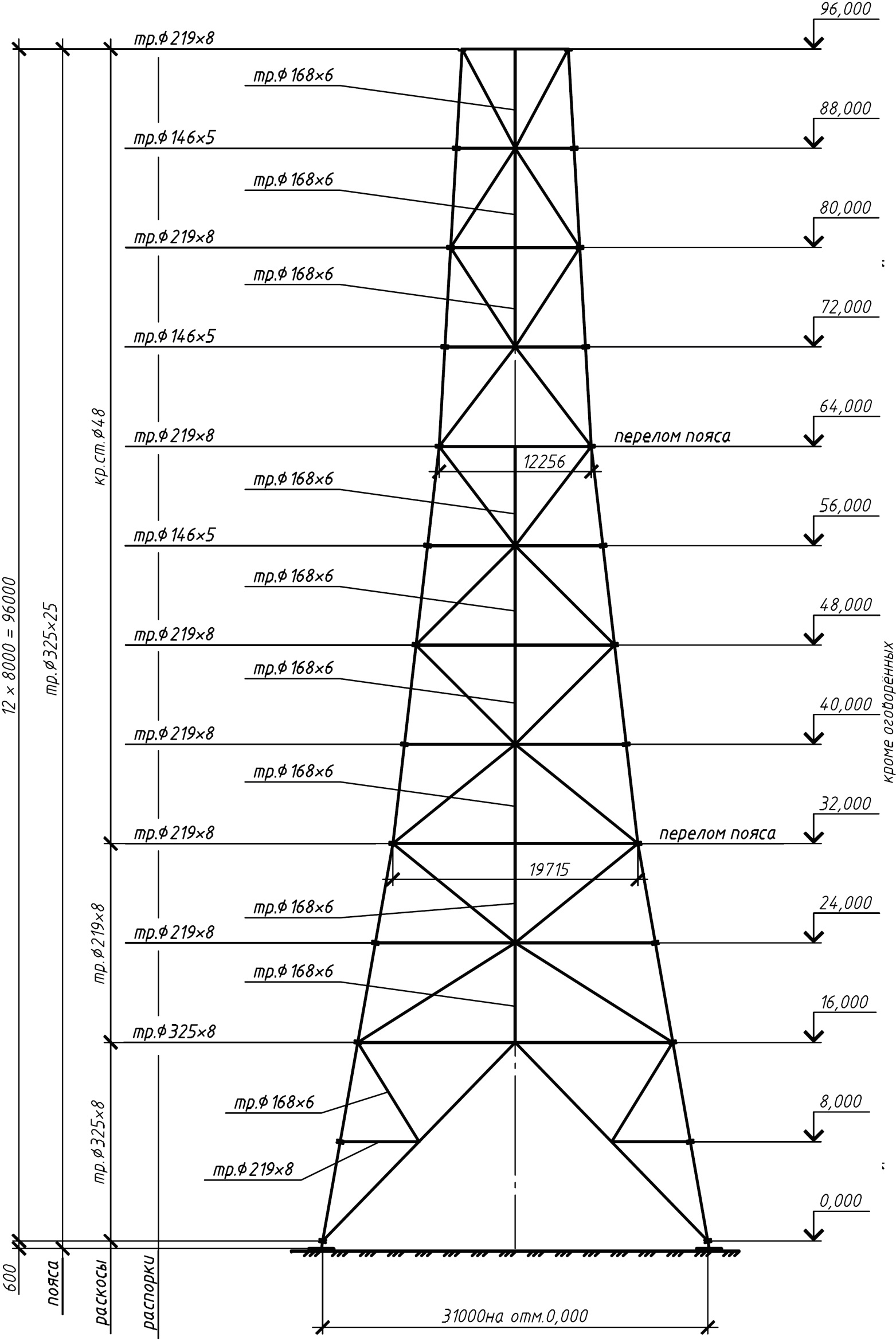
схема башни 3803 КМ (низ)
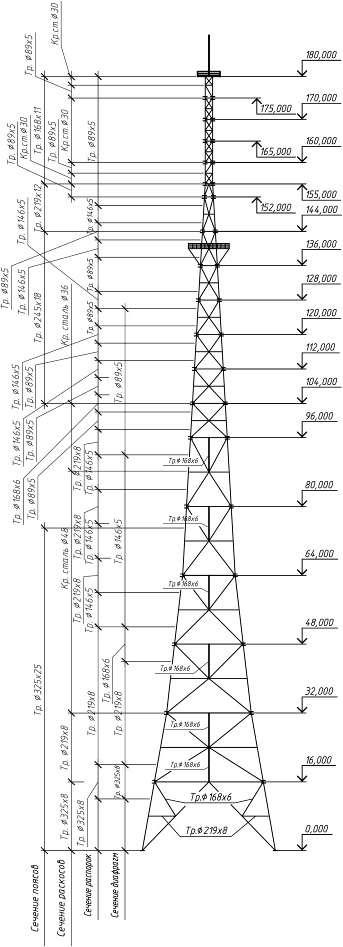
схема башни 34084 КМ